# Ralja (miasto Smederevo)
Ralja (cyr. Раља) – wieś w Serbii, w okręgu podunajskim, w mieście Smederevo. W 2011 roku liczyła 1209 mieszkańców.